# Rue Polonceau
La rue Polonceau est une voie urbaine du quartier de la Goutte-d'Or, dans le 18e arrondissement de Paris.

## Situation et accès

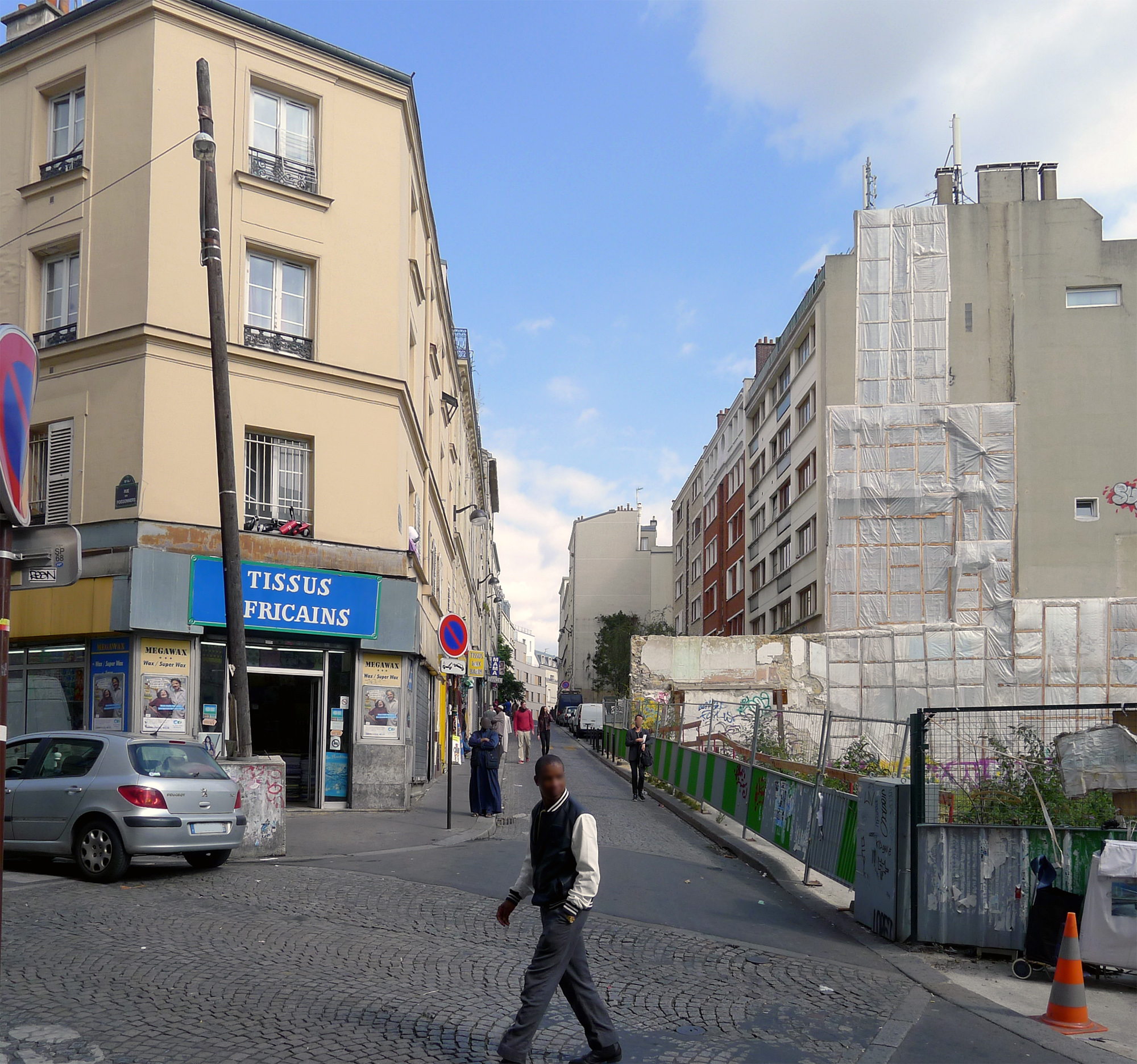
La rue Polonceau vue depuis la rue des Poissonniers.

Au cœur du quartier de la Goutte d’Or, la rue est à sens unique sur toute sa longueur, d'ouest en est : plus précisément de l’intersection avec la rue des Poissonniers, jusqu’au carrefour de la place Cheikha-Remitti et des rues de La Goutte d’Or, Pierre l’Ermite et de la Charbonnière.
C’est une rue à dominante résidentielle où l’on trouve toutefois quelques ateliers de confection textiles, de stylisme, des locaux associatifs et un bar.
Le bâti est assez hétéroclite alternant immeubles haussmanniens, en pierre de Paris, années 60/70 et des HLM des années 80/90, de faible hauteur. Plus surprenant, on trouve aussi des maisons avec jardinet (une rareté dans la capitale). 
Populaire à l'image du quartier, la rue s'est toutefois fortement gentrifiée et affiche des prix immobiliers autour de 8 280€ du m2 (source Meilleurs Agents   au 1er novembre 2022) : l'immeuble le plus valorisé étant le n°51 avec une moyenne de 9 607€ du m2, suivis des n°41/43 avec 8 773€, du n°45 avec 8 668€, des n°15/15 bis avec 8 581€, des n° 47/49 avec 8 501€, du n°19 avec 8 373€, des n° 52/54 avec 8 370€, du n°27 avec 8 342€ et du n°36 avec 8 295€, toujours selon la même source.
La Villa Poissonnière et le Square Léon (l'un des rares espaces verts du quartier) qui jouxtent la rue, contribuent aussi à cette résidentialisation.

## Origine du nom
Elle porte le nom d’Antoine Rémy Polonceau (1778-1847) et de son fils, Jean Barthélemy Camille (1813-1859), ingénieurs, en raison du voisinage des ateliers du chemin de fer.

## Historique
Elle avait pour rôle, à son origine, de desservir les cinq moulins qui se trouvaient sur la butte des Couronnes. Elle est précédemment appelée  « chemin » et « rue des Cinq-Moulins », puis « rue des Meuniers », « chemin des Couronnes » et finalement « rue des Couronnes » du nom de la butte éponyme située plus ou moins à l'emplacement du square Léon. 
Elle faisait autrefois partie de la commune de La Chapelle. Après le rattachement de La Chapelle à Paris par la loi du 16 juin 1859, la rue des Couronnes est officiellement rattachée à la voirie parisienne par un décret du 23 mai 1863, faisant suite à une délibération du Conseil municipal de Paris du 6 février de la même année et prend sa dénomination actuelle le 24 août 1864.
Dans le cadre d'une opération de rénovation urbaine, les immeubles compris entre les nos 2 à 10, rue de la Goutte-d'Or et les nos 1 à 7, rue Polonceau sont détruits dans les années 1930. Les immeubles compris entre les nos 12 au 22, adossés au passage Léon, sont également rasés. L'actuelle place Cheikha-Remitti est alors créée.
Face au 56, se trouvait la mosquée Al-Fath, célèbre pour ses nombreux fidèles et dont les prières du vendredi se déroulaient jusque dans la rue, partiellement fermée à la circulation.  
Après décision du Ministre de l’Intérieur, Claude Guéant, de mettre fin à cette situation, la mosquée ferme en 2011. Les fidèles sont invités à rejoindre une nouvelle mosquée plus adaptée, boulevard Ney.  
Le bâtiment est ensuite détruit pour laisser place à l’Institut des Cultures d’Islam. Le projet, porté par le maire de Paris, Bertrand Delanoë, devait compléter l’Institut de la rue Stephenson.  
En 2014, l’arrivée à la tête de la municipalité de la maire Anne Hidalgo mettra fin au projet malgré les contestations.   
Aujourd’hui, le site est devenu une friche urbaine gérée par l’association « La Table ouverte ».

## Bâtiments remarquables et lieux de mémoire
- La rue coupe la rue des Gardes, surnommée « rue de la Mode » en raison de la présence de nombreux créateurs.
- Elle longe le square Léon sur sa partie sud.
- Le no 41 constitue un accès à la villa Poissonnière où vécut l’auteur-compositeur-interprète Alain Bashung.
- Selon ses Mémoires[5] publiés en 1886, Louise Michel habita l’immeuble au no 24 à son retour d’exil de Nouvelle-Calédonie, en 1881 et 1882. Pourtant c'est sur la façade du 36 que figure une plaque commémorative.
- Au 15bis, dernière une porte monumentale haute de deux étages, se trouve l'atelier du styliste Karim Bonnet.